# منطقه ۷۹ (قطر)
منطقه ۷۹ یک منطقهٔ مسکونی در قطر است که در الشمال (شهرداری) واقع شده‌است. منطقه ۷۹ ۱۶۶٫۶ کیلومتر مربع مساحت و ۵٬۴۰۷ نفر جمعیت دارد.